# Myndus tekmar
Myndus tekmar är en insektsart som beskrevs av Kramer 1979. Myndus tekmar ingår i släktet Myndus och familjen kilstritar. Inga underarter finns listade i Catalogue of Life.